# Ружьё Хёгрена
Ружьё Хёгрена (обозначено: Automat, system Sjögren Patent) представляет собой самозарядное ружьё 12–16 калибра, разработанное шведским изобретателем Карлом Акселем Теодором Хёгреном и первоначально производимое компанией AB Svenska Vapenoch Ammunitionsfabriken в Швеции, а затем Håndvåbenværkstederne Kjøbenhavn в Дании.  Автоматика основана на энергии отдачи всего ружья при неподвижном стволе (инерционный механизм автоматики), позже возрожденная итальянской фирмой Benelli и сегодня широко используемая в ружьях .
Небольшое количество самозарядных винтовок под патрон 7,62×63 мм было основано на шведском Маузере с использованием системы Хёгрена и питалось из магазинов на 7 патронов, также было произведено и испытано потенциальными покупателями, но не нашло рынка.

## В компьютерных играх
Ружьё Хёгрена засветилась в таких играх как Battlefield 1, Battlefield V, Generation Zero и Sniper Elite 5